# Hednota toxotis
Hednota toxotis là một loài bướm đêm trong họ Crambidae.